# 廣告需求方平臺

其中一个需求方面的平台适合在一个 在线广告 系统

廣告需求方平臺 (英語：demand-side platform)，是一種允许數位廣告買家，透過單一界面管理多個廣告交換與數據交換的系統。對網路廣告投放的即時競標，就是透過廣告需求方平臺進行廣告交換的，競標者可以管理他們對各個投放版面的投標，與各種目標受眾資料的定價。就如同付費的搜索引擎，能夠讓使用者透過廣告需求方平臺，設定像是：每次有效點擊成本、每次完成有效行動成本等關鍵績效指標（KPI）。